# Ancien cimetière d'Halifax
 L’ancien cimetière d'Halifax (anglais : Old Burying Ground, également connu sous le nom de cimetière de l'église Saint-Paul) est un cimetière situé à Halifax en Nouvelle-Écosse, Canada. Il est situé à l'intersection de la rue Barrington et du chemin Spring Garden au centre-ville de Halifax. 

## Histoire

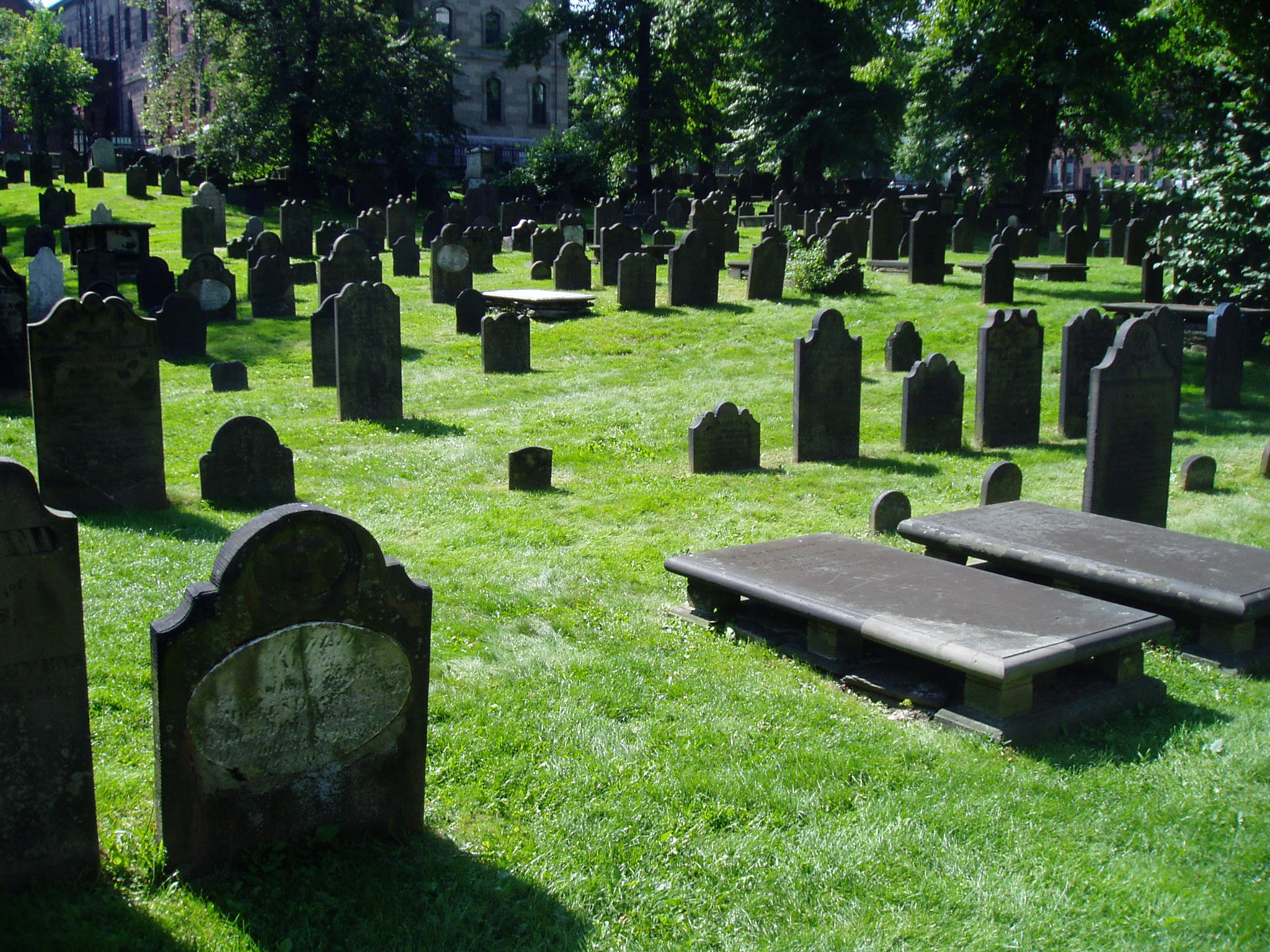
Ancien Cimetière

L'Ancien Cimetière a été fondé en 1749, la même année qu'Halifax, en tant que premier cimetière de cette ville. Il était à l'origine non confessionnel et pendant plusieurs décennies a été le seul lieu de sépulture pour tous les Haligoniens. (Le cimetière a également été utilisé par l'église unie St. Matthew). En 1793, il fut remis à l'église anglicane Saint-Paul. Le cimetière a été fermé en 1844 et le cimetière de Camp Hill a été établi pour le remplacer. Le site a régulièrement décliné jusqu'aux années 1980, date à laquelle il a été restauré et remis à neuf par la Old Burying Ground Foundation, qui entretient maintenant le site et emploie des guides touristiques pour interpréter le site en été. La restauration en cours des rares pierres tombales du XVIIIe siècle se poursuit.
Au cours des décennies, quelque 12 000 personnes ont été enterrées dans l'Ancien Cimetière. Aujourd'hui, il y a environ 1 200 pierres tombales, certaines ayant été perdues et beaucoup d'autres enterrées sans pierre. De nombreux résidents notables sont enterrés dans le cimetière, y compris le major-général britannique Robert Ross, qui a dirigé le raid de Washington de 1814 qui a incendié la Maison-Blanche avant d'être tué au combat à Baltimore quelques jours plus tard.
Les commandants de trois des navires qui ont servi le gouverneur Edward Cornwallis ont enterré leurs équipage dans des tombes anonymes: le HMS Sphynx (1 équipage), le HMS Baltimore (1 équipage) et le HMS Albany (6 équipages). Le HMS Sphynx était le propre navire de Cornwallis et le membre d'équipage a été enterré le jour de l'arrivée de son navire à Halifax, le 21 juin 1749. Le HMS Albany était un sloop de 14 canons commandé par l'officier supérieur de la marine de la Nouvelle-Écosse, John Rous (1749-1753).
Il y a quatre Micmacs qui ont été enterrés dans le cimetière, dont un chef mi'kmaw Francis [Muir ?]. Il y avait aussi un « indien protestant » nommé John Tray, peut-être des rangers de John Gorham.
Il y a également 167 Noirs enterrés dans le cimetière, tous dans des tombes anonymes (il y a cependant un marqueur grave du missionnaire Huntingdonian qui enseignait à la première école pour étudiants noirs à Halifax, le révérend William Furmage). Les Noirs sont arrivés avec les Planters. À l'arrivée des Planters, il y avait 54 Noirs à Halifax. 7 Noirs ont été enterrés dans le cimetière de 1763 à 1775. Les Néo-Écossais noirs sont également arrivés à Halifax avec les Loyalistes de Boston après l'évacuation de Boston en 1776. Au cours de cette période, 18 Noirs ont été enterrés dans le cimetière (1776–1782). 73 Noirs néo-écossais libres sont également arrivés à Halifax avec les Loyalistes de New York après leur évacuation de New York en 1783. Sur ces Noirs, 4 enterrements ont eu lieu peu après. Le révérend John Breynton a rapporté en 1783, qu'il a baptisé 40 Noirs et en a enterré beaucoup à cause de la maladie. Entre 1792 et 1817, aucun enterrement de Noirs néo-écossais noirs n'a été enregistré. Le plus grand nombre d'enterrements a lieu dans les années 1820 (72 tombes), probablement les tombes des 155 réfugiés noirs arrivés à Halifax pendant la guerre de 1812,.
Le dernier monument funéraire érigé et le plus visible est le monument Welsford-Parker, un arc de triomphe dressé à l'entrée du cimetière commémorant la victoire britannique dans la guerre de Crimée. Il s'agit du premier monument public construit en Nouvelle-Écosse et du quatrième plus ancien monument aux morts au Canada. C'est également le seul monument à la guerre de Crimée en Amérique du Nord. L'arc a été construit en 1860, 16 ans après la fermeture officielle du cimetière. L'arche a été construite par George Lang et porte le nom de deux Haligoniens, le major Augustus Frederick Welsford et le capitaine William Buck Carthew Augustus Parker. Les deux Néo-Écossais sont morts lors de la bataille du Grand Redan pendant le siège de Sébastopol (1854–1855). Ce monument était le dernier monument funéraire du cimetière.
En 1938, la Grand Lodge of Massachusetts a présenté et dédié un monument en granit à Erasmus James Philipps, qui est le premier colon connu de la Nouvelle-Écosse (vers 1721) qui a été enterré dans le cimetière. Il fut également le fondateur de la franc-maçonnerie dans le Canada actuel (1737).
L'ancien terrain d'enterrement a été désigné lieu historique national du Canada en 1991. Elle avait été désignée auparavant comme une propriété enregistrée au niveau provincial en 1988 en vertu de la Heritage Property Act de la Nouvelle-Écosse.